# Un an, une nuit
 (janvier 2022).
Si vous disposez d'ouvrages ou d'articles de référence ou si vous connaissez des sites web de qualité traitant du thème abordé ici, merci de compléter l'article en donnant les références utiles à sa vérifiabilité et en les liant à la section « Notes et références ».
Pour plus de détails, voir Fiche technique et Distribution.
Un an, une nuit (Un año, una noche) est un film franco-espagnol réalisé par Isaki Lacuesta et sorti en 2022.
C'est l'adaptation du livre Paz, amor y Death metal de Ramón González, survivant de l'attaque du Bataclan le 13 novembre 2015.

## Synopsis
Un couple de trentenaire survit à l'attentat du Bataclan. Le film traite de leur traumatisme, mais ne montre ni les terroristes ni les blessés et tués.

## Fiche technique
Sauf indication contraire, les informations mentionnées dans cette section peuvent être confirmées par la base de données cinématographiques IMDb,  présente dans la section « Liens externes ».
- Titre français : Un an, une nuit
- Titre original : Un año, una noche
- Réalisation : Isaki Lacuesta
- Scénario : Fran Araújo, Isa Campo et Isaki Lacuesta, d'après le livre de Ramón González
- Musique : Raül Fernández Miró
- Costumes : Alexia Crisp-Jones
- Photographie : Irina Lubtchansky
- Montage : Sergi Dies et Fernando Franco
- Pays de production :  Espagne,  France
- Format : couleur
- Genre : drame, biographique
- Dates de sortie :
  - Allemagne : 14 février 2022 (Berlinale 2022)
  - Espagne : 21 octobre 2022
  - France : 3 mai 2023

## Distribution
- Nahuel Pérez Biscayart : Ramón
- Noémie Merlant : Céline
- Quim Gutiérrez : Carlos
- Alba Guilera : Lucie
- Natalia de Molina : Julia
- C. Tangana : Héctor
- Enric Auquer : Camarero
- Blanca Apilánez : la mère de Ramon
- Bruno Todeschini : le père de Céline
- Sophie Broustal : la mère de Céline

## Accueil

### Accueil critique
En France, le site Allociné propose une moyenne de 2,6⁄5, fondée sur 15 critiques de presse.

### Box-office
| Pays ou région | Box-office    | Date d'arrêt du box-office | Nombre de semaines |
| -------------- | ------------- | -------------------------- | ------------------ |
| France         | 6 373 entrées | en cours                   | 1                  |

Pour son premier jour d'exploitation en France, Disco Boy a réalisé 1 562 entrées, dont 717 en avant-premières, pour un total de 161 séances proposées. En comptant pour ce premier jour les avant-premières, le film se positionne en huitième place du box-office des nouveautés pour sa journée de démarrage, derrière Nos cérémonies (1 960) et devant Temps mort (1 496). Au bout d’une première semaine d’exploitation dans les salles françaises, le long-métrage totalise 6 373 entrées.

## Distinctions

### Récompenses
- Prix Gaudí 2023 : meilleur scénario adapté, meilleur montage, meilleure musique, meilleur son et meilleurs effets visuels[5]
- Goyas 2023 : meilleur scénario adapté

### Sélection
- Berlinale 2022 : en compétition officielle

### Nominations
- Prix Feroz 2023 :
  - Meilleur film dramatique
  - Meilleur acteur pour Nahuel Pérez Biscayart
  - Meilleur scénario
  - Meilleure musique originale pour Raül Refree